# Kugelherrenstift Königstein

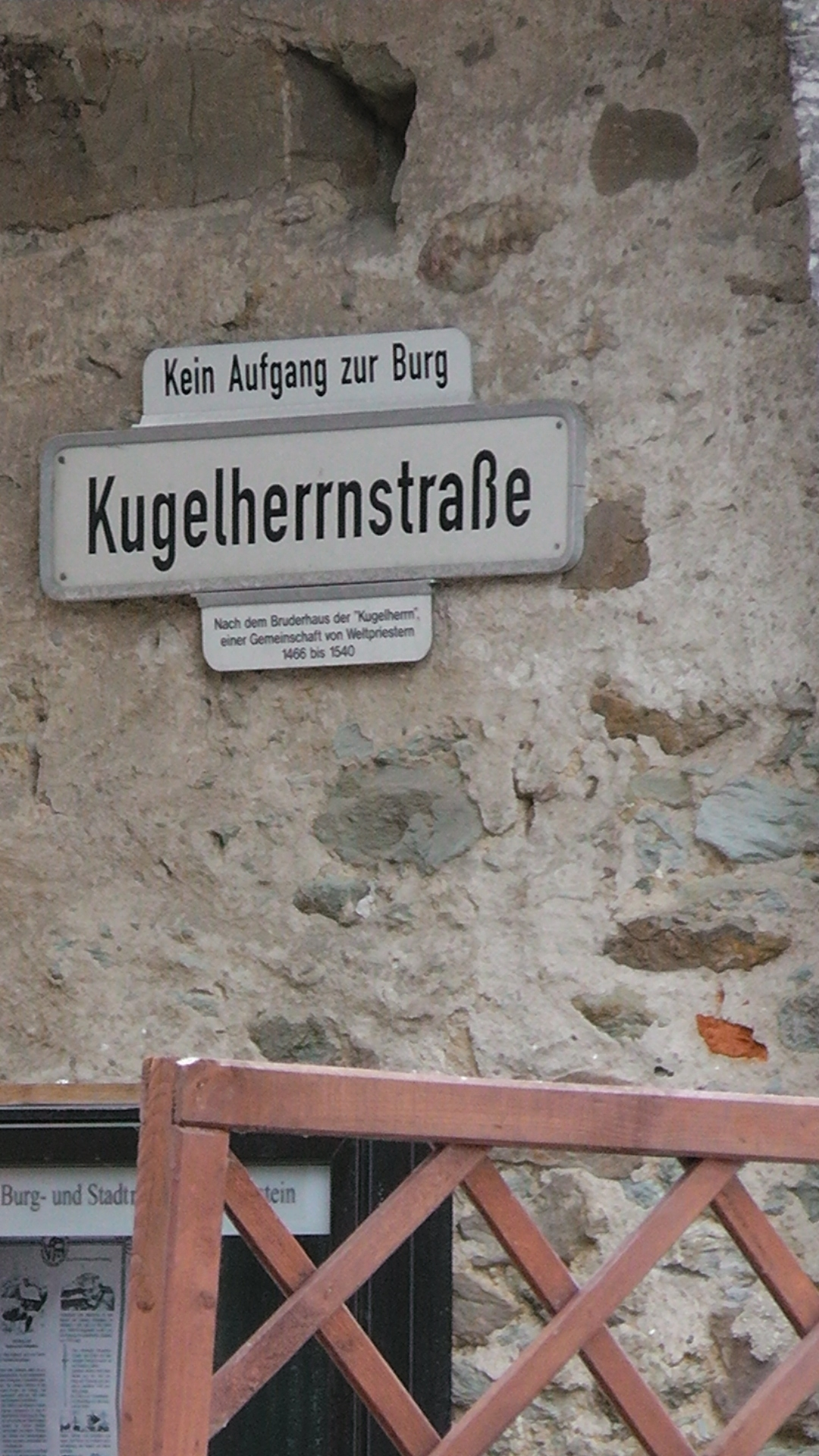
Kugelherrnstrasse in Königstein im Taunus

Das Kugelherrenstift Königstein war ein Kloster der Brüder vom gemeinsamen Leben („Kugelherren“) in Königstein im Taunus, das von 1446 bis 1540 bestand.

## Stiftung
Eberhard III. von Eppstein-Münzenberg stiftete am 3. Februar 1465 in Übereinstimmung mit der obersten Leitung des Ordens das Kugelherrenstift in Königstein. Vorgesehen war ein Kloster mit 12 Mönchen. Zur Finanzierung stellte der Graf das Grundstück unter der Schlosspforte, auf dem das Kugelherrenhaus erbaut werden sollte und das Kammergut an dem Romertskopf mit 14 Morgen Fläche sowie weitere Teilflächen zur Verfügung. Das Kloster sollte von allen Abgaben frei sein.
Die Errichtung des Klosters bedurfte der Genehmigung des zuständigen Bischofs. Der Mainzer Erzbischof Apdolph II. von Nassau (Eberhard hatte seine Schwester geheiratet und war daher sein Schwager) erteilte diese Genehmigung mit der Urkunde vom 23. August 1466. Die Pfarrkirche St. Marien in Königstein wurde dem Kloster inkorporiert. Damit stand auch der Pfarrfonds sowie sieben Altarstiftungen dem Kloster zur Verfügung. Das Patronatsrecht sollte bei Graf Eberhard bzw. seinen Erben liegen. Bereits am 20. März hatte Papst Paul II. in einer Bulle der Klostergründung zugestimmt.
Im Laufe der Zeit erfolgten weitere Zustiftungen, sowohl von Graf Eberhard und seinem Sohn Philipp von Eppstein-Königstein als auch von Bürgern von Königstein.

## Das Kugelhaus
Unmittelbar nach der Stiftung begann der Bau des Kugelhauses. Am 23. März 1465 wurde durch Graf Eberhard in einer feierlichen Zeremonie der Grundstein gelegt. Das Kugelhaus befand sich unterhalb der Schlosspforte und war von zwei Türmen gekrönt. Beide Türme trugen jeweils eine Glocke. Der Komplex beinhaltete auch eine Kapelle mit Orgel, die 150 Zinnpfeifen aufwies. Zur Ausstattung gehörte auch eine Bibliothek mit wertvollen Schriften. Nach Fertigstellung erfolgte am 19. Juni 1467 die kanonische Errichtung des Klosters.

## Die Rektoren
Mit Ernennungsurkunde vom 16. Juli 1467 wurde Heinrich de Tulpeto (Zülpich) zum ersten Rektor des Klosters ernannt. Heinrich war zuvor Mönch im Kugelhaus zu Weidenbach in Köln gewesen.
Am 8. April 1478 wurde Antonius Holycher von Remich in das Kloster aufgenommen, der erstmals 1499 urkundlich als Rektor genannt wird. Er war aber sicher schon zu einem früheren Zeitpunkt Rektor geworden. Auch das Datum seines Todes ist nicht bekannt.
Daher ist nicht erkennbar, ab wann Wilhelmus Stenbach, der dritte Rektor sein Amt übernommen hatte. Von ihm ist jedoch das Sterbedatum 12. Dezember 1525 überliefert.
Vierter und letzter Rektor wurde Johannes von Bingen. 

## Reformation
Bereits zu Zeiten des Reichsgrafen Eberhard IV. (Eppstein-Königstein) begann die Reformation in der Grafschaft Königstein erste Anhänger zu sammeln. Auch die Gemeinschaft der Kugelherren wurde von den neuen Ideen gespalten. Ludwig zu Stolberg, der neue Graf war ein überzeugter Anhänger Luthers. Immer mehr Mönche verließen Königstein, um sich in anderen Klöstern in den katholischen Teilen Deutschlands niederzulassen.
Auch die Mönche, die zum Protestantismus übergetreten waren, zogen sich zurück. 1538 bat Johannes von Bingen Graf Ludwig zu Stolberg um die Erlaubnis das Kloster zu verlassen und heiraten zu dürfen.
Ludwig zu Stolberg förderte diese Bestrebungen und führte am 5. August 1540 offiziell die Reformation nach der Kirchenordnung des Grafen Wolfgang von Pfalz-Zweibrücken in Königstein ein.

## Auflösung des Klosters
Die letzten drei verbliebenen Mitglieder des Klosters lösten das Kloster in einem Vertrag mit Graf Ludwig am 6. August 1540 auf. Alle Rechte und Vermögensgegenstände wurden dem Grafen übereignet. Im Gegenzug verpflichtete sich der Graf zu einer Neuerrichtung des Klosters, wenn es im HRR wieder eine allgemeine Kirchenordnung gäbe. Der Vertrag trat zum 24. August 1540 in Kraft.
Das Kugelhaus wurde nun vom Hofmann Thielemann aus Ober-Erlenbach genutzt. 1575 erhielt der Frankfurter Kaufmann Johann Wolf Kelner die Belehnung mit dem Haus. Das Kugelhaus blieb bis 1645 im Besitz der Familie Kelner. 1645 mussten sie das Haus mit dem Kaplaneihaus tauschen.
Am 16. März 1646 wurde das Kugelhaus dem neu gegründeten Kapuzinerkloster Königstein zugesprochen.
Die Kugelherrnstraße in Königstein im Taunus erinnert an das ehemalige Kloster.